# Falls City (Oregón)
Falls City es una ciudad ubicada en el condado de Polk en el estado estadounidense de Oregón. En el año 2000 tenía una población de 966 habitantes y una densidad poblacional de 303 personas por km².

## Geografía
Falls City se encuentra ubicada en las coordenadas 44°51′58″N 123°26′19″O / 44.86611, -123.43861.

## Demografía
Según la Oficina del Censo en 2000 los ingresos medios por hogar en la localidad eran de $32,461 y los ingresos medios por familia eran $36,528. Los hombres tenían unos ingresos medios de $31,827 frente a los $26,429 para las mujeres. La renta per cápita para la localidad era de $13,858. Alrededor del 15.8% de la población estaban por debajo del umbral de pobreza.